# 自由黨 (大韓民國)
自由黨，是韓國獨立後的極右翼政黨，在1951年由首任韓國總統李承晚成立，至1960年長期一黨獨大威權統治南韓。
1952年總統選舉前，李承晚宣布打算组织自由黨參选。由李範奭组织，在朝鮮民族青年团基础上吸收五大团体（大韓國民会、大韓青年團、大韓獨立促成全國勞動總同盟、農民組合總連盟、大韓婦女會），一直执政至1960年李承晚在419學運後被迫下野为止。自由黨最大的政治对手及反對黨是韓國民主黨。1961年朴正熙發動5·16軍事政變取得政權後被勒令解散，部分前成員後來過渡至朴正熙的民主共和黨。